# Andre Morris
Pour les articles homonymes, voir Morris.
Andre Morris (né le 26 octobre 1972) est un athlète américain spécialiste du 400 mètres.
En 1999, Andre Morris remporte la médaille d'or du relais 4 × 400 mètres des Championnats du monde en salle de Maebashi aux côtés de Dameon Johnson, Deon Minor et Milton Campbell. L'équipe des États-Unis établit à cette occasion un nouveau record du monde de la discipline avec le temps de 3 min 02 s 83.
Ses records personnels sur 400 m sont de 45 s 87 en plein air (2000) et 46 s 39 en salle (1999).

## Palmarès
| Année | Compétition                    | Lieu     | Place | Épreuve   |
| ----- | ------------------------------ | -------- | ----- | --------- |
| 1999  | Championnats du monde en salle | Maebashi | 1er   | 4 × 400 m |